# East Pepperell
East Pepperell é um lugar designado pelo censo localizado no condado de Middlesex no estado estadounidense de Massachusetts. No Censo de 2010 tinha uma população de 2.059 habitantes e uma densidade populacional de 547,13 pessoas por km².

## Geografia
East Pepperell encontra-se localizado nas coordenadas 42° 39′ 45″ N, 71° 33′ 43″ O. Segundo a Departamento do Censo dos Estados Unidos, East Pepperell tem uma superfície total de 3.76 km², da qual 3.67 km² correspondem a terra firme e (2.55%) 0.1 km² é água.

## Demografia
Segundo o censo de 2010, tinha 2.059 pessoas residindo em East Pepperell. A densidade populacional era de 547,13 hab./km². Dos 2.059 habitantes, East Pepperell estava composto pelo 95.97% brancos, o 1.02% eram afroamericanos, o 0.19% eram amerindios, o 1.12% eram asiáticos, o 0% eram insulares do Pacífico, o 0.15% eram de outras raças e o 1.55% pertenciam a duas ou mais raças. Do total da população o 1.94% eram hispanos ou latinos de qualquer raça.